# El juego de octubre (cuento de Ray Bradbury)
El juego de octubre (en inglés The October Game) es un relato de terror del escritor estadounidense Ray Bradbury, publicado originalmente en la revista Weird Tales en marzo de 1948.

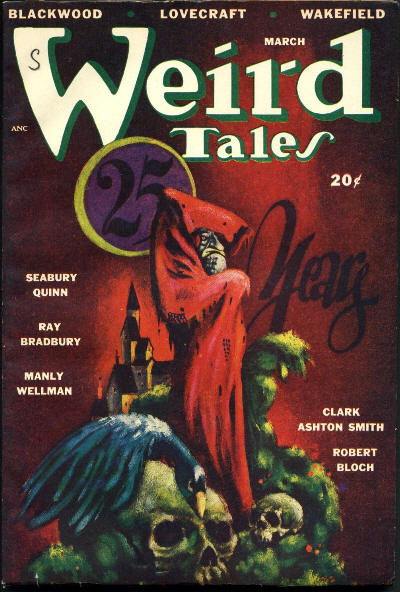
Portada de Weird Talesde marzo de 1948

En 1959 fue incluido en la colección de relatos Alfred Hitchcock Presents: 13 More Stories They Wouldn't Let Me Do on TV.
También fue publicado en las recopilaciones de cuentos Long After Midnight (1976) y The Stories of Ray Bradbury (1980).

## Argumento
Mich Wilder es infeliz en su matrimonio. Marion, su esposa, tras dar a luz a una niña quedó incapacitada para tener más hijos. La ilusión de tener un hijo varón hace crecer el resentimiento de Mich hacia Marion y germinar en él la manera de vengarse.
Y al final de octubre, llega la noche de Halloween.

## Adaptación al cómic
En junio de 1953, apareció una adaptación al cómic de El juego de octubre a cargo de Albert Feldstein y dibujos de Jack Kamen en el número 9 de Shock SuspenStories de la editorial EC Comics.